# Gräfenberg, Tyskland
Gräfenberg är en stad i Landkreis Forchheim i Regierungsbezirk Oberfranken i förbundslandet Bayern i Tyskland.
Staden ingår i kommunalförbundet Gräfenberg tillsammans med köpingen Hiltpoltstein och kommunen Weißenohe.